# Église Saint-Pierre de Taden
L'église Saint-Pierre est située à Taden en France.

## Localisation
L'église est située sur la commune de Taden, , dans le département des Côtes-d'Armor en région Bretagne.

## Description
L'église est un petit édifice construit au XIVe siècle et a connu de multiples modifications dont celles réalisées aux XIXe et XXe siècles. Il s'agit d'un petit édifice orienté constitué d'un simple vaisseau, d'un chevet plat et de deux chapelles jouxtant le chœur. Un porche précède l'entrée et la nef, de plan très allongé, est dominée par un clocher à flèche octogonale. Les baies sont toutes ornées de vitraux contemporains et l'intérieur est d'une grande simplicité. Des sondages effectués en 2003 puis la dépose du retable ont mis au jour des vestiges de grande qualité de décors peints sur enduits entre le XIVe et XVIIIe siècles.

## Historique
L'église est inscrite au titre des monuments historiques par arrêté du 15 mars 2012.

## Galerie

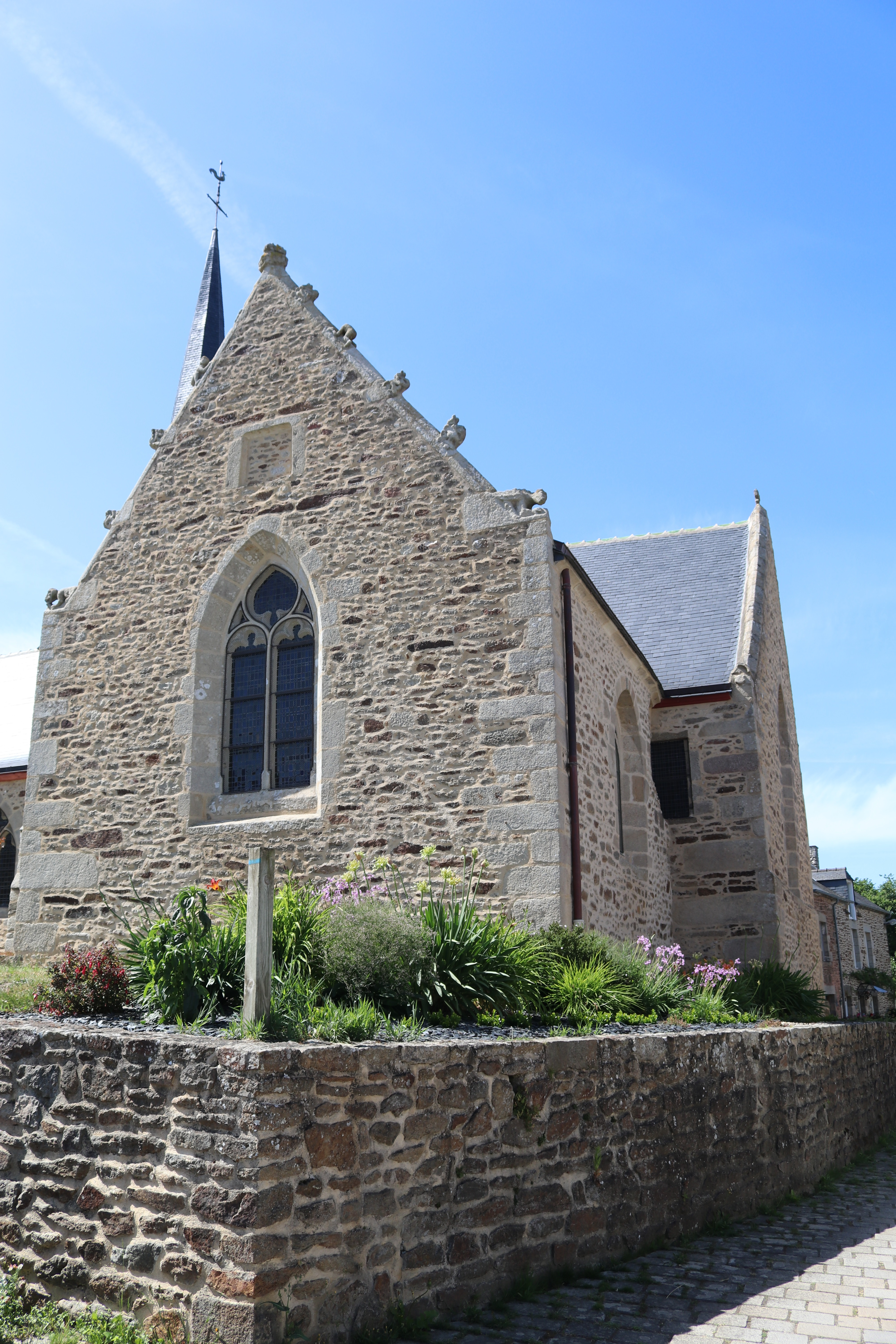
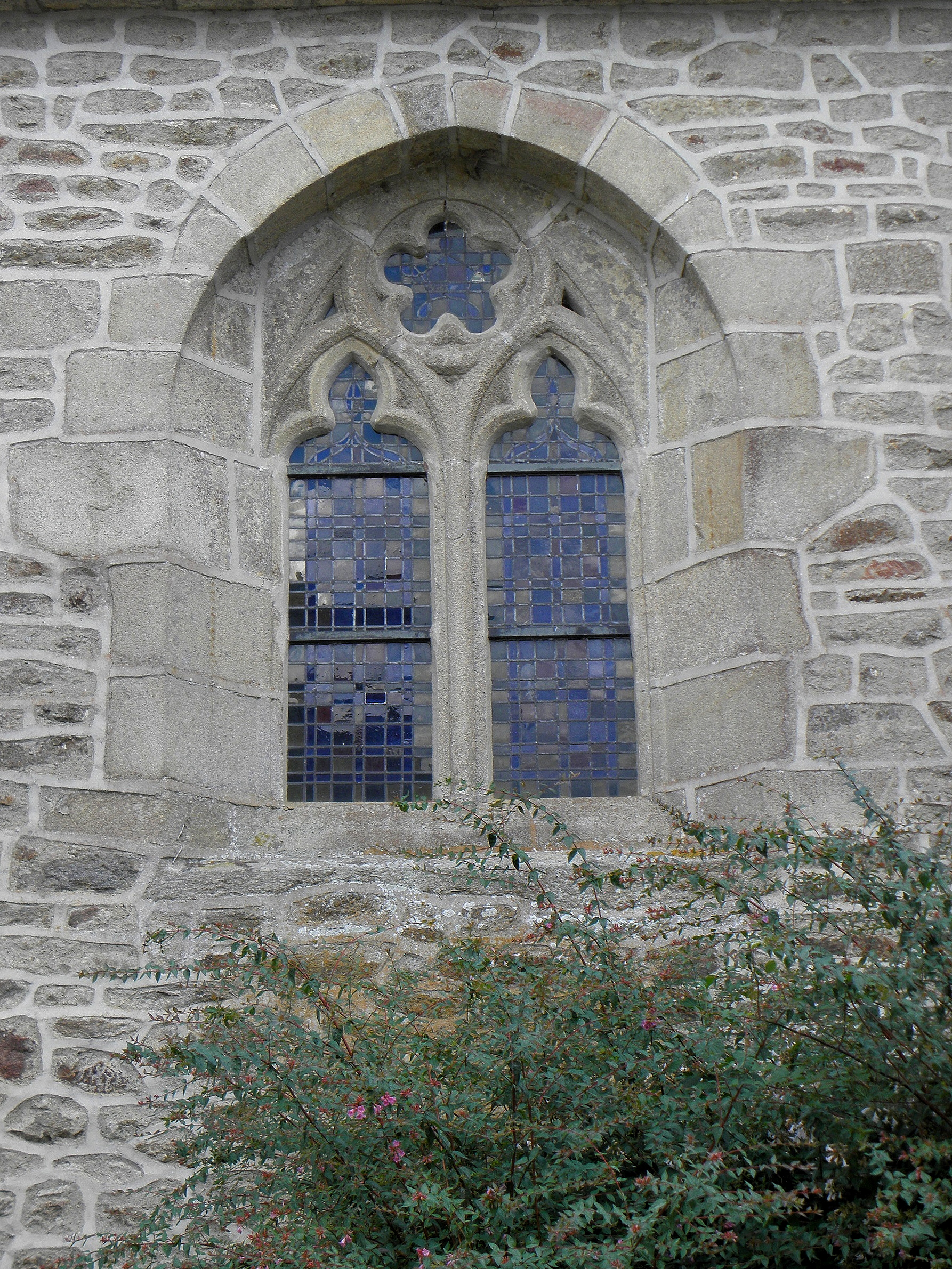
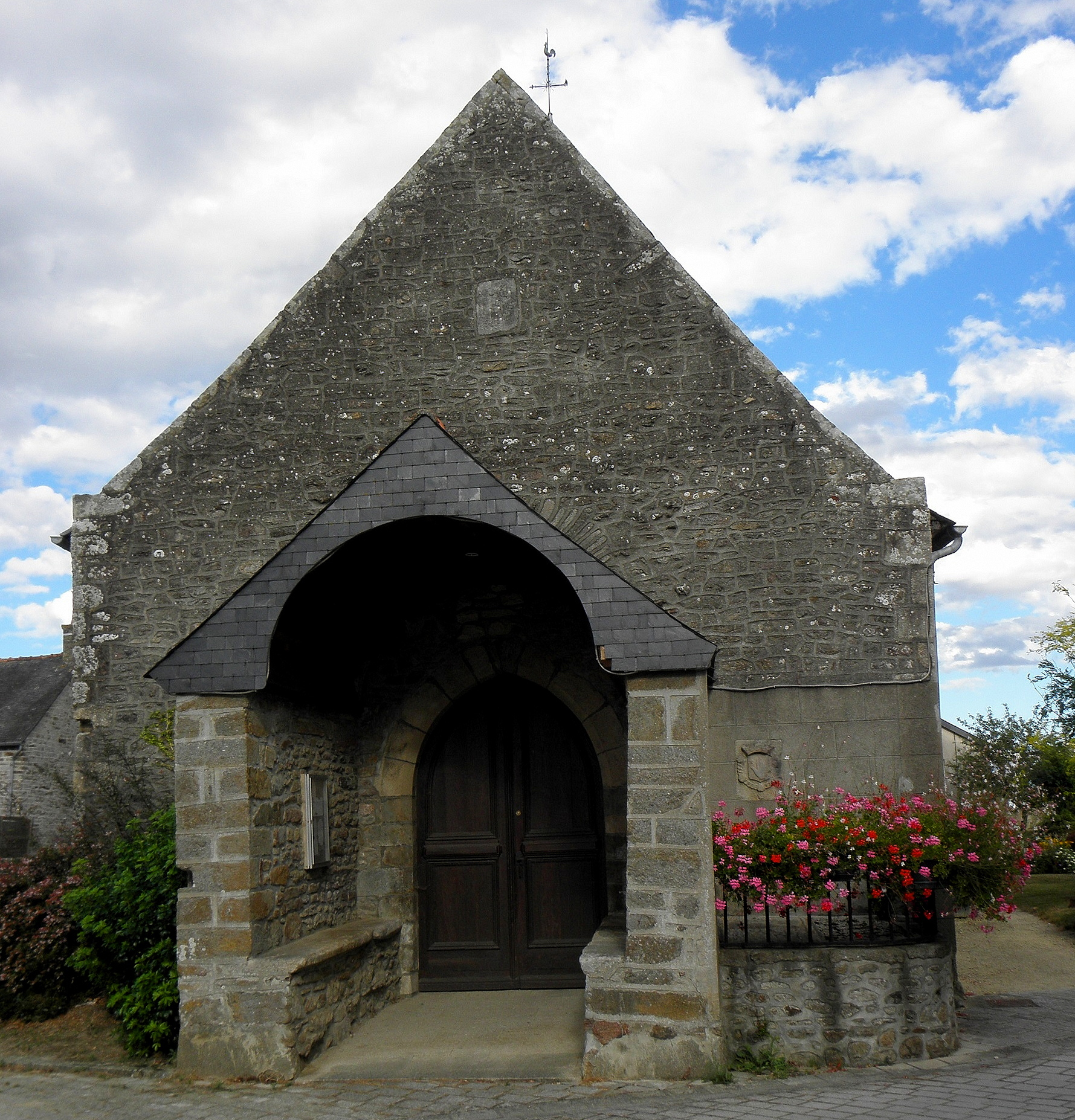